# Lipotriches
Lipotriches är ett släkte av bin. Lipotriches ingår i familjen vägbin.

## Bildgalleri

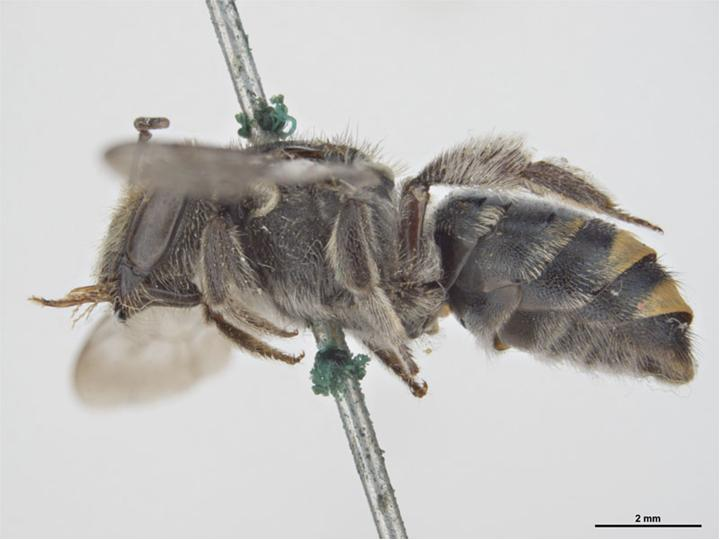
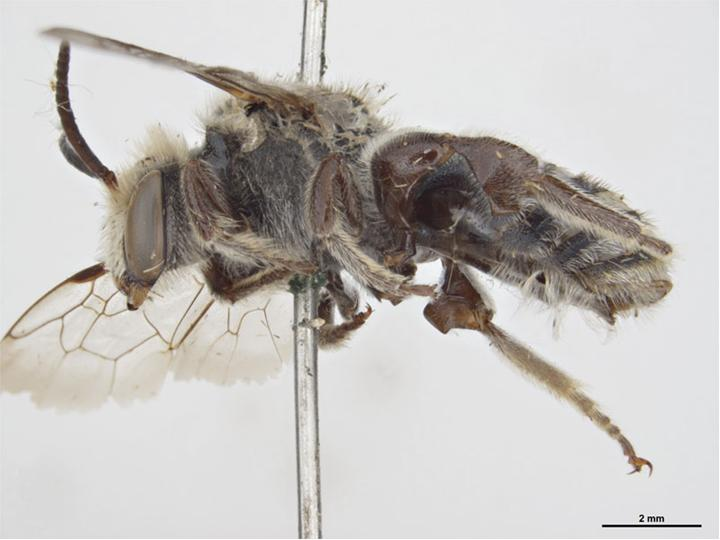
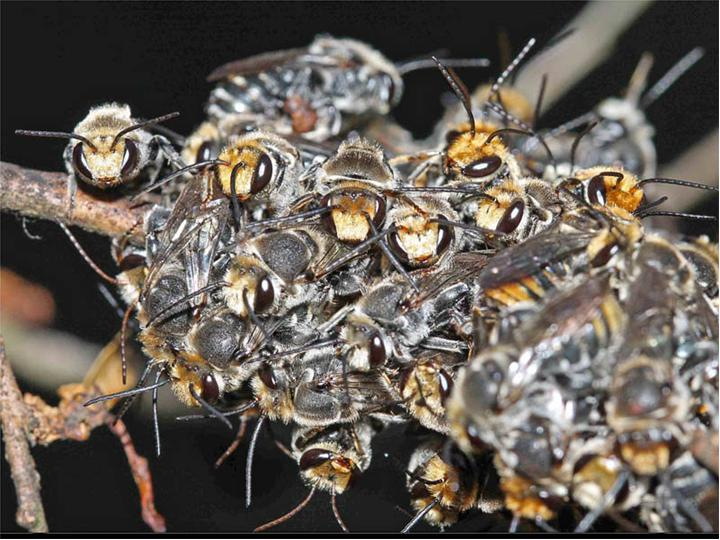
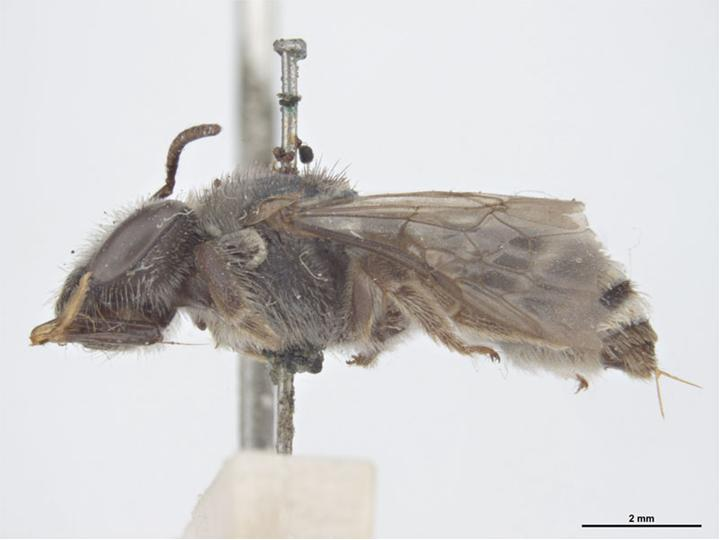
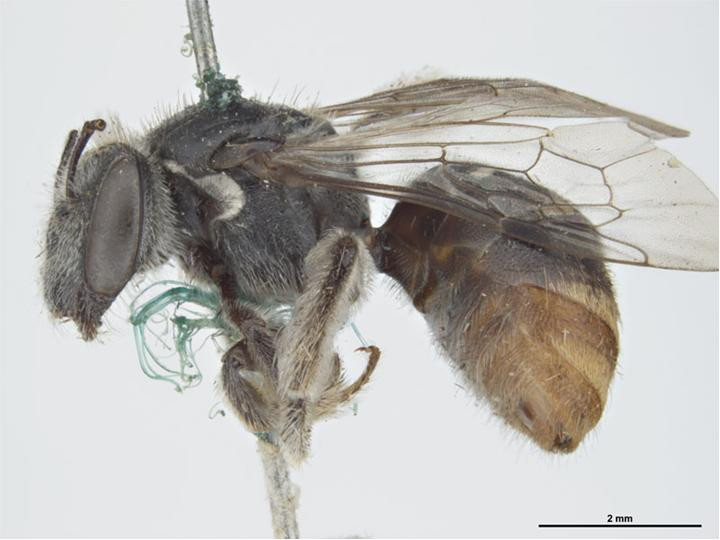
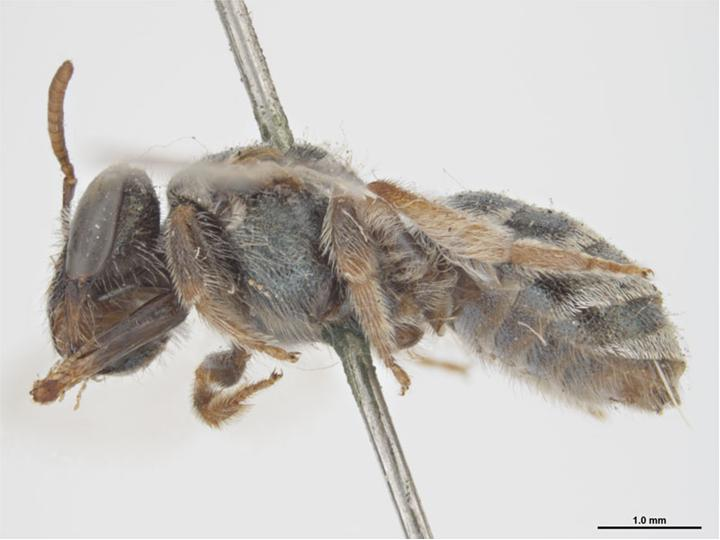

## Dottertaxa tillLipotriches, i alfabetisk ordning[1]
- Lipotriches ablusa
- Lipotriches abuensis
- Lipotriches acaciae
- Lipotriches adelaidella
- Lipotriches aenea
- Lipotriches aenescens
- Lipotriches aerata
- Lipotriches alberti
- Lipotriches albitarsis
- Lipotriches alboscopacea
- Lipotriches alternata
- Lipotriches amatha
- Lipotriches analis
- Lipotriches andrei
- Lipotriches andrenina
- Lipotriches antennata
- Lipotriches apicata
- Lipotriches argentifrons
- Lipotriches armatipes
- Lipotriches armatula
- Lipotriches arnoldi
- Lipotriches aurata
- Lipotriches aureobalteata
- Lipotriches aureohirta
- Lipotriches aureotecta
- Lipotriches aurifrons
- Lipotriches austella
- Lipotriches australica
- Lipotriches azarensis
- Lipotriches babindensis
- Lipotriches bantarica
- Lipotriches basipicta
- Lipotriches bechuanella
- Lipotriches bequaertiella
- Lipotriches betsilei
- Lipotriches bicarinata
- Lipotriches bigibba
- Lipotriches blandula
- Lipotriches bombayensis
- Lipotriches brachysoma
- Lipotriches brevipennis
- Lipotriches brisbanensis
- Lipotriches brooksi
- Lipotriches burmica
- Lipotriches butteli
- Lipotriches ceratina
- Lipotriches ceylonica
- Lipotriches cheesmanae
- Lipotriches chilwensis
- Lipotriches cincticauda
- Lipotriches cinerascens
- Lipotriches circumnitens
- Lipotriches cirrita
- Lipotriches clavata
- Lipotriches clavicornis
- Lipotriches clavisetis
- Lipotriches clypeata
- Lipotriches collaris
- Lipotriches comberi
- Lipotriches comperta
- Lipotriches crassula
- Lipotriches cribrosa
- Lipotriches crocodilensis
- Lipotriches cubitalis
- Lipotriches cyanella
- Lipotriches dentipes
- Lipotriches dentiventris
- Lipotriches derema
- Lipotriches desolata
- Lipotriches digitata
- Lipotriches dimissa
- Lipotriches doddii
- Lipotriches dominarum
- Lipotriches echinata
- Lipotriches edirisinghei
- Lipotriches elongata
- Lipotriches elongatula
- Lipotriches erimae
- Lipotriches esakii
- Lipotriches ethioparca
- Lipotriches exagens
- Lipotriches excellens
- Lipotriches femorata
- Lipotriches ferricauda
- Lipotriches fervida
- Lipotriches fimbriata
- Lipotriches flavitarsis
- Lipotriches flavoviridis
- Lipotriches floralis
- Lipotriches fortior
- Lipotriches frenchi
- Lipotriches friesei
- Lipotriches fruhstorferi
- Lipotriches fulvinerva
- Lipotriches fulvohirta
- Lipotriches fumipennis
- Lipotriches generosa
- Lipotriches geophila
- Lipotriches gilberti
- Lipotriches goniognatha
- Lipotriches gracilipes
- Lipotriches gratiosa
- Lipotriches grisella
- Lipotriches guineensis
- Lipotriches guluensis
- Lipotriches hainanensis
- Lipotriches halictella
- Lipotriches hippophila
- Lipotriches hirsutissima
- Lipotriches hirsutula
- Lipotriches hylaeoides
- Lipotriches hypodonta
- Lipotriches inaequalis
- Lipotriches inamoena
- Lipotriches jacobsoni
- Lipotriches johannis
- Lipotriches kabindana
- Lipotriches kamerunensis
- Lipotriches kampalana
- Lipotriches kangrae
- Lipotriches kankauana
- Lipotriches kasoutina
- Lipotriches katonana
- Lipotriches kondeana
- Lipotriches krombeini
- Lipotriches kurandina
- Lipotriches lactinea
- Lipotriches lamellicornis
- Lipotriches langi
- Lipotriches latetibialis
- Lipotriches latifacies
- Lipotriches lautula
- Lipotriches leucomelanura
- Lipotriches levicauda
- Lipotriches ligata
- Lipotriches lubumbashica
- Lipotriches lucidula
- Lipotriches luridipes
- Lipotriches maai
- Lipotriches macropus
- Lipotriches magniventris
- Lipotriches makomensis
- Lipotriches meadewaldoi
- Lipotriches medani
- Lipotriches media
- Lipotriches mediorufa
- Lipotriches melanodonta
- Lipotriches melanoptera
- Lipotriches melanosoma
- Lipotriches melvilliana
- Lipotriches minuta
- Lipotriches minutula
- Lipotriches miranda
- Lipotriches modesta
- Lipotriches moerens
- Lipotriches mollis
- Lipotriches montana
- Lipotriches morata
- Lipotriches mozambensis
- Lipotriches muscosa
- Lipotriches musgravei
- Lipotriches nana
- Lipotriches nanensis
- Lipotriches natalensis
- Lipotriches negligenda
- Lipotriches nigra
- Lipotriches nitidibasis
- Lipotriches notabilis
- Lipotriches notiomorpha
- Lipotriches nubecula
- Lipotriches nubilosa
- Lipotriches nuda
- Lipotriches oberthuerella
- Lipotriches obscura
- Lipotriches odontostoma
- Lipotriches opacibasis
- Lipotriches orientalis
- Lipotriches pachypoda
- Lipotriches palavanica
- Lipotriches pallidibasis
- Lipotriches pallidicincta
- Lipotriches pallidiventer
- Lipotriches panganina
- Lipotriches parca
- Lipotriches patellifera
- Lipotriches pennata
- Lipotriches perlucida
- Lipotriches petterssoni
- Lipotriches phanerura
- Lipotriches phenacura
- Lipotriches philippinensis
- Lipotriches picardi
- Lipotriches pilipes
- Lipotriches platycephala
- Lipotriches pristis
- Lipotriches pseudohalictiella
- Lipotriches pulchricornis
- Lipotriches pulchriventris
- Lipotriches purnongensis
- Lipotriches quartinae
- Lipotriches raialii
- Lipotriches rainandriamampandryi
- Lipotriches ranomafanae
- Lipotriches reginae
- Lipotriches regis
- Lipotriches reichardia
- Lipotriches rubella
- Lipotriches rufipes
- Lipotriches rufocognita
- Lipotriches rugicollis
- Lipotriches rustica
- Lipotriches ruwenzorica
- Lipotriches sanguinolenta
- Lipotriches sansibarica
- Lipotriches satelles
- Lipotriches saussurei
- Lipotriches schroederi
- Lipotriches scutellata
- Lipotriches semiaurea
- Lipotriches semihirta
- Lipotriches semipallida
- Lipotriches senegalicola
- Lipotriches setulosa
- Lipotriches shanganiensis
- Lipotriches sicheli
- Lipotriches sikorai
- Lipotriches sjoestedti
- Lipotriches smaragdula
- Lipotriches speciosana
- Lipotriches speculina
- Lipotriches sphecodoides
- Lipotriches spinulifera
- Lipotriches stalkeri
- Lipotriches stordyi
- Lipotriches subarmata
- Lipotriches subaustralica
- Lipotriches sublucens
- Lipotriches submoerens
- Lipotriches subnitida
- Lipotriches swalei
- Lipotriches tampoloensis
- Lipotriches tanganyicensis
- Lipotriches tenuihirta
- Lipotriches testacea
- Lipotriches testaceipes
- Lipotriches tetraloniformis
- Lipotriches thor
- Lipotriches triangularis
- Lipotriches tridentata
- Lipotriches triodonta
- Lipotriches tristemmae
- Lipotriches trochanterica
- Lipotriches tuckeri
- Lipotriches tulearensis
- Lipotriches turneri
- Lipotriches ulongensis
- Lipotriches umbiloensis
- Lipotriches ustula
- Lipotriches welwitschi
- Lipotriches whitfieldi
- Lipotriches vicina
- Lipotriches viciniformis
- Lipotriches victoriae
- Lipotriches willeyi
- Lipotriches williamsi
- Lipotriches voeltzkowi
- Lipotriches vulpina
- Lipotriches xanthogastra
- Lipotriches yapiensis
- Lipotriches yasumatsui
- Lipotriches yunnanensis
- Lipotriches zeae
- Lipotriches zuala